# Bengt Edman

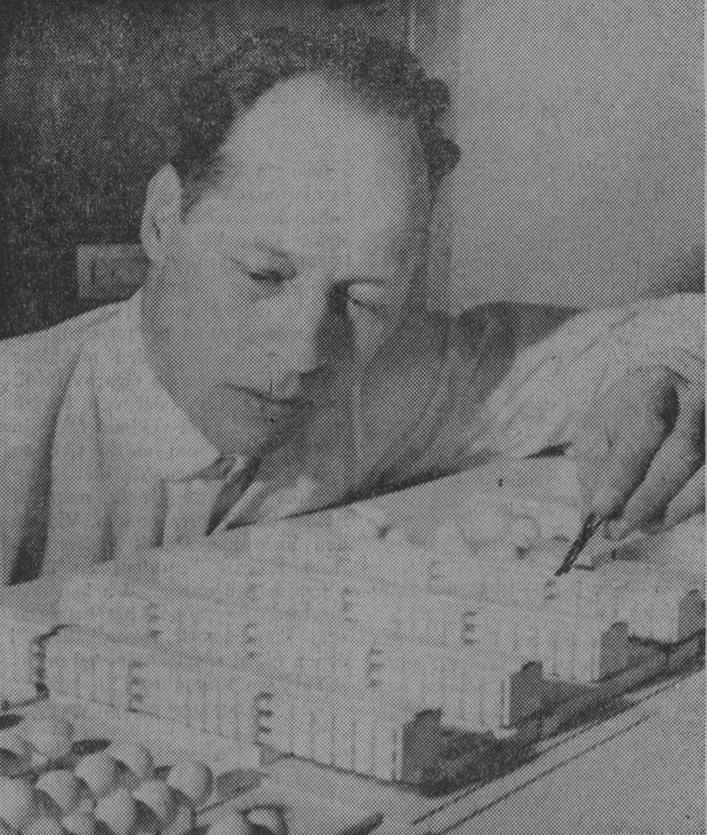
Bengt Edman

Bengt Frans Albert Edman, född 31 december 1921 i Forsheda i Småland, död 31 maj 2000, var en arkitekt SAR som är känd för sin brutalistiska tegelarkitektur. Han var professor i arkitektur vid Lunds tekniska högskola. 

## Biografi
Bengt Edman tog arkitektexamen vid KTH 1953 och var sedan verksam på KTH. Genombrottet kom med Villa Göth som han ritade tillsammans med Lennart Holm. Villa Göth, som har två våningar och källare, är byggt i mörkt tegel med en öppen planlösning. I innertaken framträder konturerna av betongens formar av råspont. Villa Göth kom därmed att bli ett tidigt exempel på den brutalistiska arkitekturstil som Edman kommit att förknippas med. 
1958 startade han egen byrå i Lund där han kom att bli samtida med Klas Anshelm och Bernt Nyberg. I Lund kom han att göra byggnader som bostadsområdena Vildanden och Sparta men även villor. Ett annat fint exempel på Edmans arkitektur är den villa han ritade åt professor Torsten Hägerstrand i Lund. 
1968 fick han Kasper Salinpriset för studentbostadshuset Vildanden i Lund, som Edman skapade tillsammans med landskapsarkitekten Sven-Ingvar Anderson. Området prisades för den rationella produktionen där upprepade huskroppar bildade intima gårdsrum och de robusta materialen höll samman mark och byggnader, och juryn ansåg projektet visa en väg för framtida bostadsbebyggelse.
Han utsågs till tillförordnad professor vid LTH 1972 och var 1984–1989 professor vid KTH.

## Byggnader
- Villa Göth, Uppsala, 1950.
- Kedjehus i Limhamn, Malmö, 1958.
- Fyra villor, Partille, 1960.
- Kvarteret Hästen, Kungsängsgatan 20-24, Vretgränd 12-14, Dragarbrunnsgatan 53, Uppsala, 1960. I samarbete med Arne Rudberger.
- Villa Sellman, Lund, 1964.
- Vildanden studentboende, Lund, 1966.
- Sparta studentboende, Lund, 1970.
- Folkparkshuset i Folkets Park, Lund.
- Villa Hägerstrand, Lund.
- Studentbostadshus, Munkhättegatan, Nydala, Malmö, 1966.
- Sövestad Prästgård, Sövestad, 1965
- Solidarity House, Lipnica, Bosnien, 1997-2000. Projektet övertogs av Ralph Erskine efter Edmans bortgång och resultatet blev inte enligt Edmans ritningar.

## Galleri

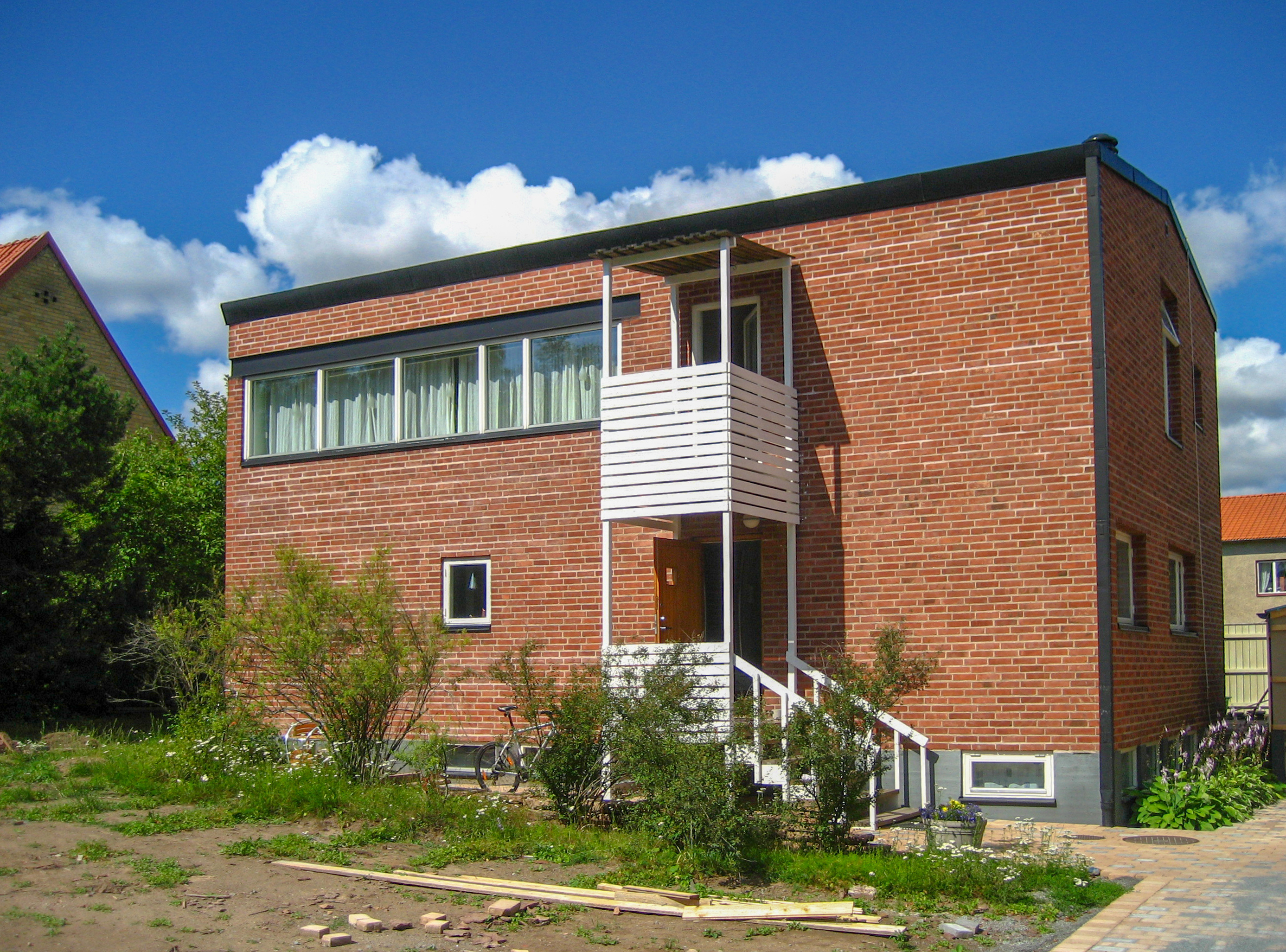
Villa Göth i Uppsala (1950).
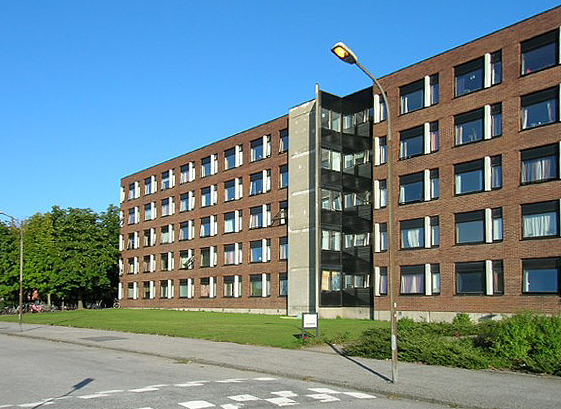
Vildanden i Lund
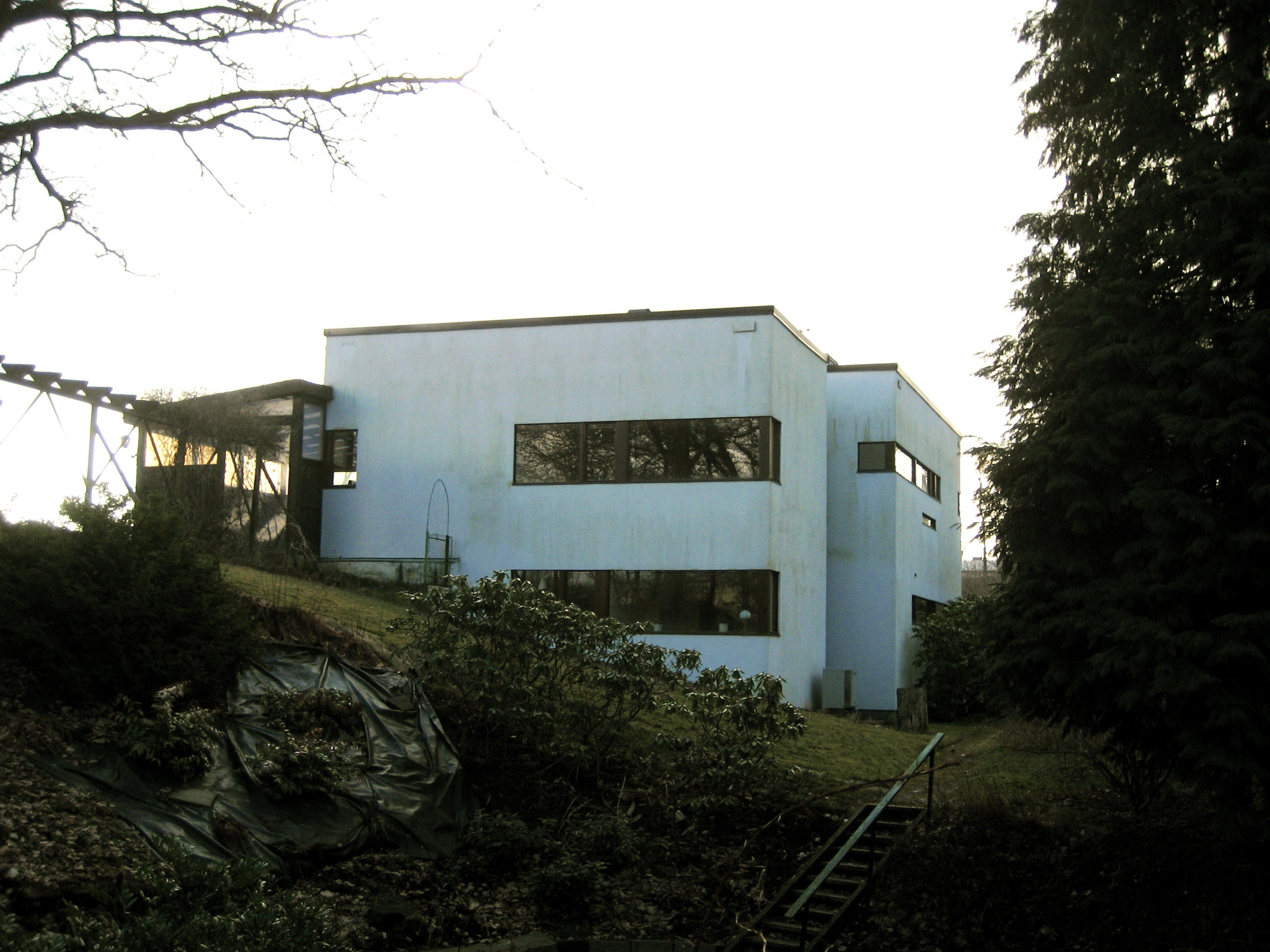
Villa i Partille (1960)
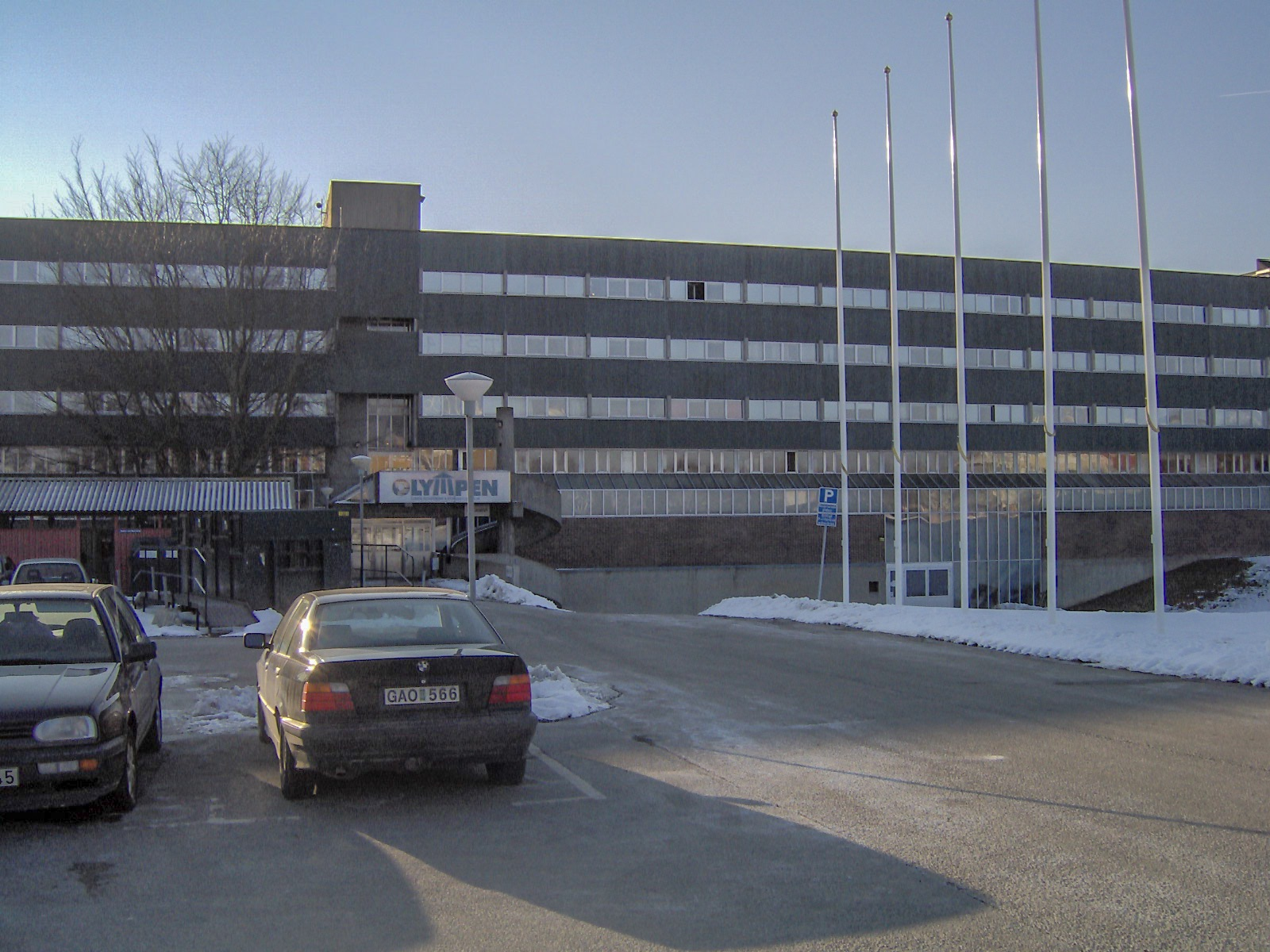
Sparta studentboende i Lund (1970)
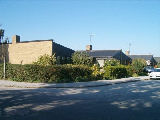
Kedjehus i Limhamn, Malmö (1958)